# Kifu
Kifu (jap. 棋譜) ist die japanische Bezeichnung für eine Spielnotation eines Go- oder Shōgi-Spiels. Traditionell wird Kifu benutzt, um ein Spiel auf einem Gitterdiagramm aufzuzeichnen.

## Beschreibung

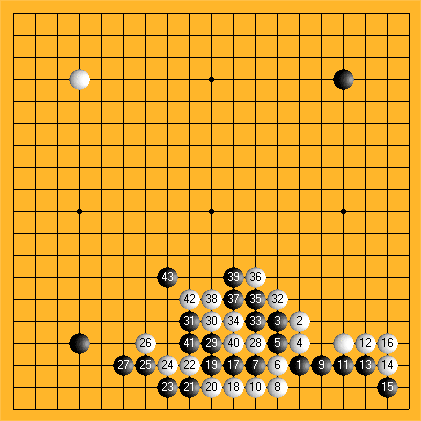
Wang Jixin gegen Yushan Laoyu (Tang-Dynastie).

Beim Go verbleiben im Gegensatz zu Schach die gesetzten Steine während der gesamten Partie über an der gleichen Stelle. Eine zugweise Notation wie bei der Schachnotation ist daher nicht notwendig. Um eine Partie zu notieren, wird in Kifu lediglich die Zuganzahl, in der der Stein auf die entsprechende Stelle gesetzt wurde, im Gitterdiagramn notiert. Die Notation beim Shōgi ist dagegen der beim Schach ähnlich.

## Geschichte
Ein großer Bestand – viele tausend Spiele – von Kifuaufzeichnungen aus der Edodynastie sind überliefert. Eine relativ geringe Zahl wurde in Buchform publiziert; gute Spieler machen üblicherweise Kopien von Hand von interessanten Partien. Dies spiegelt eine Eigenschaft dieser Aufzeichnungsmethode wider: oft werden große Teile des Endspiels ausgelassen, da für starke Spieler die Rekonstruktion des kurzen Endspiels Routine ist. Dies erklärt auch die Überlieferung von einigen Partien in verschiedenen Versionen und mögliche Ungenauigkeiten in den Endspielen.
Die ersten westlichen Go-Spieler empfanden Kifu aus verschiedenen Gründen unbefriedigend und versuchten, es durch die Verwendung algebraischer Notation für die Bewegung der Steine zu ersetzen. Dies setzte sich jedoch nicht durch und fast alle Go-Bücher und Magazine setzen eine Variante des Kifu ein, um Partien, Variationen und Probleme darzustellen. Während eine typische Schachveröffentlichung aus algebraischer Notation und gelegentlichen Diagrammen besteht, bestehen Go-Veröffentlichungen meistens aus Diagrammen mit einigen Sequenzen aus markierten Zügen und einem Kommentar in Textform.
Die Ablehnung des Kifu durch den ersten europäischen Spieler Oskar Korschelt kam dadurch zustande, dass im frühen 19. Jahrhundert stets chinesische Zahlen verwendet wurden. Die Nummerierung auf diese Art wurde gar bis 1945 fortgesetzt.

## Turnierpraxis
Profipartien werden oft von dafür eingeteilten anderen Profispielern mitprotokolliert (nicht wie bei den Schach-Partieformularen von den Kontrahenten selbst). Solche Aufzeichnungen sind nicht nur im Sinne der Sportberichterstattung interessant, sondern werden auch von vielen Go-Spielern nachgestellt, um daraus zu lernen.
Auch Aufzeichnungen eigener Partien werden häufig analysiert, oft mit der Hilfe stärkerer Spieler, die einem Fragen beantworten können, auf die man während des Spieles keine Antwort gefunden hat, die auf Fehler oder interessante Variationsmöglichkeiten aufmerksam machen und Stärken und Schwächen in der eigenen Spielweise aufzeigen können.
Bei Amateurturnieren sieht man viele Teilnehmer auf speziellen Formblättern oder auf Taschencomputern ihre Partien mitschreiben.
Andere meiden dies als Belastung für Zeitbudget und Konzentration, insbesondere wenn sie nicht darauf angewiesen sind. Spieler mit Dan-Rang können nämlich meistens eine Partie nach ihrem Abschluss aus dem Kopf nachlegen und bei dieser Gelegenheit dann aufzeichnen.

## Anwendung
Das Nachspielen einer Partie, die als Kifu in einem einzigen Diagramm notiert wurde, ist für Anfänger immer noch sehr schwierig, da die Züge auf dem Diagramm gefunden werden müssen. Ein fortgeschrittener Spieler braucht für eine komplette Partie ungefähr 20 Minuten. Ein Profi würde ungefähr zehn Minuten brauchen und könnte einfach Höhepunkte der Partie aus dem Kifu erkennen. Der starke Spieler kann bei Partien auf seinem Niveau die Züge einfach finden, da die Anzahl der sinnvollen Möglichkeiten oft nicht groß ist.
In den meisten Partien gibt es eine kleine Anzahl von Zügen auf Kreuzungspunkten, die schon vorher besetzt waren (dies passiert z. B. während eines Kō-Kampfes). Anmerkungen am Rande des Kifu geben diese Information normalerweise in der Form 57 auf 51 oder auf eine ähnliche Weise. Spielaufzeichnungen werden häufig mit Informationen über die Stärke der Spieler, das Datum, das Turnier und den Austragungsort vervollständigt.

## Datenbanken
Viele der wichtigsten Spiele sind nun in maschinenlesbarer Form verfügbar, die eine kleine Anzahl von Go-Dateiformaten verwenden. Dies hat viele Vorteile im Bereich der Nachspielbarkeit und Archivierung von Partien. Die allgemeine Meinung geht jedoch dahin, dass das Nachspielen auf einem realen Brett besser ist als nur auf dem Bildschirm.

## Urheberrecht
Die Frage, ob eine Partieaufzeichnung geeigneter Gegenstand des Urheberrechts ist, wird unterschiedlich beurteilt. In Japan geht der Verband der japanischen Profi-Gospieler Nihon Kiin von einem Urheberrechtsschutz aus. Sponsoren erwerben nicht vom einzelnen Go-Spieler die Rechte, sondern gesammelt vom Verband. International ist dagegen der Urheberrechtsschutz keineswegs anerkannt. Vielmehr werden Kifus im Internet vielfach verwendet, ohne vorher eine entsprechende Genehmigung zu erfragen.